# Измит
Измит (тур. İzmit) или Никомедија  (грч. Νικομήδεια) је град у Турској у вилајету Коџаели.

## Становништво
Према процени, у граду је крајем 2019. живело 367.990 становника.
| 1990.   | 2000.   |
| ------- | ------- |
| 190.741 | 195.699 |